# تحصي الكبد
تحصي الكبد (بالإنجليزية: Hepatolithiasis)‏ هو وجود حصواتٍ في القنوات الصفراوية في الكبد. عادةً ما تُعالج هذه الحالة جراحيًا. يندر حدوثها في الدول الغريبة، ولكنها مُنتشرةٌ في دول شرق آسيا.